# 瓦勒鲁瓦勒塞克
瓦勒鲁瓦勒塞克（法語：Valleroy-le-Sec，法語發音：[valʁwa lə sɛk] ⓘ）是法国大東部大區孚日省的一个市镇，属于讷沙托区。

## 地理
瓦勒鲁瓦勒塞克（48°11'13"N, 6°0'36"E）面积5.87 平方千米，位于法国大東部大區孚日省，该省份为法国东北部内陆省份，北起默兹省和默尔特-摩泽尔省，西接上马恩省，南至上索恩省和贝尔福地区省，东临上莱茵省和下莱茵省。
与瓦勒鲁瓦勒塞克接壤的市镇（或旧市镇、城区）包括：阿雷维尔、蒙蒂勒勒塞克、蒂耶尔、维泰勒。
瓦勒鲁瓦勒塞克的时区为UTC+01:00、UTC+02:00（夏令时）。

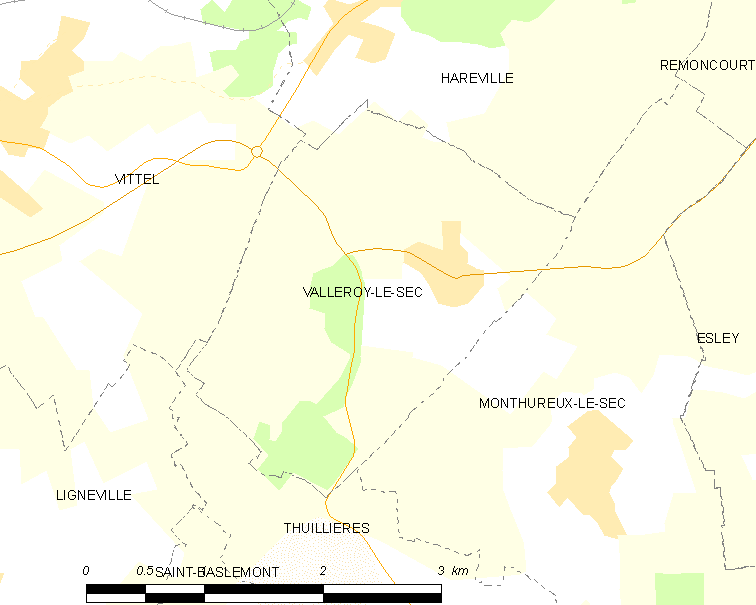
瓦勒鲁瓦勒塞克的OSM定位图

## 行政
瓦勒鲁瓦勒塞克的邮政编码为88800，INSEE市镇编码为88490。

## 政治
瓦勒鲁瓦勒塞克所属的省级选区为维泰勒县。

## 人口

1962-2008年间瓦勒鲁瓦勒塞克人口变化图示

瓦勒鲁瓦勒塞克于2022年1月1日时的人口数量为186人。